# Flare3D
Flare3D покретач се користи за креирање 3D графике у склопу Adobe Flash Player и Adobe AIR, написан у ActionScript 3. Flare3D садржи едитор 3D објеката (Flare3D IDE) и 3D графички покретач за рендеровање 3D графике. Flare3D се користи на тренутним веб прегледачима користећи Adobe Flash Player, као и Stage3D за графичко убрзање рендеровања. Flare3D није активно развијан још од почетка 2014. године.
Flare3D је коришћен за прављење популарне веб-претраживачке игре FarmVille 2 и CityVille 2. Flare3D је један од првих који је увео графичко убрзање 3D апликација практично за веб прегледаче, и слично је сврси и дизајну Away3D.
Flare3D платформа садржи 3D едитор света, као и колекцију додатака за различите апликације.
3D едитор се може користити за приказивање изгледа 3D објеката, као и да креира компресоване Flare3D бинарне пакете од 3D модела. Као такви, 3D модели и анимације могу да се убаце од других програма као што су Autodesk 3ds Max, или Autodesk Maya, или других мрежно-базираних 3D моделара. Рад 3D покретача типично испоручује SWC пакете, иако је мали део објављен на GitHub-у.
Flare3D покретач користи Stage3D за графичко убрзање рендеровања, и садржи подршку за физику тврдих тела, скелетне анимације, и власничку лиценцу програмског језика за графичку обраду нијанси познат као FLSL (Flare3D Shader Language). Покретач такође интегрише FLARToolkit (за проширену реалност), Away Physics (из Away3D) и Starling (Пројекат Adobe-а).
Flare3D-ов додатак за Autodesk 3ds Max је бесплатан, омогућава експортовање 3D модела једним кликом од почетног 3ds Max у Flare3D формат. Подаци анимација су такође експортовани, за "Hierarchical" и "Skinned" базиране анимације. Подаци текстура су аутоматски конвертовани из неподржавајућих у JPG и PNG формате који су подржани унутар Flare3D покретача.
Flare3D има онлајн подршку и вики форуме са заједничким уређивањем, туторијалима, примерима, и документацијом.

## Листа видео игара
Flare3D се користи у великом броју игрица базираних на веб претраживачима - "Flash" (флеш) видео игре.
- Dimensional Drift (од Cartoon Network)[4][14]
- NetGuys (од Vodafone)[4]
- CityVille 2 (од Zynga)[4]
- FarmVille 2 (од Zynga)[4][5]
- Chase Life (од Maruti Suzuki, за Alto K10)[15]
- Heroica Fortraan (од Lego)[4]
- Monster Fighters (од Lego)[4]
- Sherwood Dungeon (3D MMORPG)[16][4]